# Acclamazione

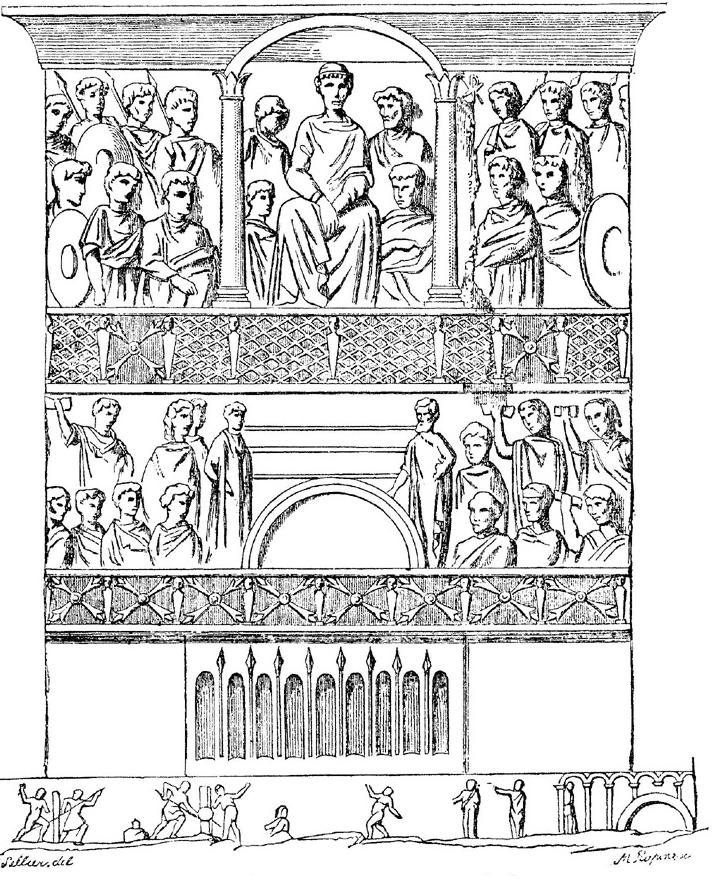
Acclamatio di Teodosio I. Edmond Saglio, Dictionnaire des Antiquités Grecques et Romaines, 1877.

L'acclamazione (in latino acclamatio; in greco antico: ἀκτολογία?, aktologhia) è una "manifestazione verbale di gioia, di augurio, di approvazione, accompagnata da clamore e talora da schiamazzo smodato, collettiva o individuale, fatta nelle adunanze pubbliche e private". 
In alcuni periodi storici è stata anche una modalità di approvazione da parte delle assemblee politiche, alternativa al voto: si proclama l'esito favorevole della proposta avanzata, udendo solo la manifestazione di consenso espressa a voce (e senza verificare l'esistenza di contrari o di astenuti).

## Storia antica
L'elezione per acclamazione dei principi e degli alti magistrati ebbe corso, principalmente, nelle realtà politiche dell'antichità in cui, come nella polis greca, gli affari venivano discussi e risolti nelle piazze pubbliche dal popolo radunato a tale scopo.
Nell'antica Roma, le acclamazioni si registrano, nelle fonti storiografiche, in ordine alle cerimonie nuziali (Talassio! o Io Hymen Hymenaee!), ovvero per evidenziare il successo di un oratore (Bene et praeclare!), da parte del pubblico degli astanti.
Acclamazioni avvennero, poi, anche durante le apparizioni di un imperatore negli spettacoli, ovvero in occasione del trionfo di un condottiero (tramite l'espressione Io triumphe!), da parte dei legionari, del Senato e del collegio dei fratelli Arvali (felicissima! felicissime! te salvo et victore felicissime!). Per questa strada, si giunse ad utilizzare la proclamazione come prova di consenso collettivo, durante la proclamazione e, in segno di approvazione delle proposte, di un nuovo imperatore (omnes, omnes! o placet universis!).
La pratica passò nell'Impero bizantino, quando le acclamazioni agli imperatori bizantini aumentarono. Del resto, durante i primi anni del Cristianesimo e del Medioevo, le acclamazioni continuavano ad aver luogo non solo durante i matrimoni (vivatis in Deo), agape (ΠΙΕ ΖΗΣΑΙΣ "bevi, vivi"), ma anche nelle altre occasioni pubbliche e nei concistori. Nel VI secolo, in particolare, era diffusa la concisione romana (Tu bene vincas), durante il concilio di Calcedonia (Sanctus Deus, Sanctus immortalis, miserere nobis e multos annos imperatoribus), nei libri cerimoniali del Porfirogenito e di Codino (πολλοὶ ὑμῖν χρόνοι e αὐτοκράτορες ‛Ρωμαίων), durante le celebrazioni della Pentecoste e di Natale (Vivas multos annos, felicissime) e il solenne ingresso (δέξιμον) dell'imperatore in città.

## Modalità di voto
Nell'alto e basso Medioevo, presso i popoli germanici, l'acclamazione veniva adoperata dalle assemblee per approvare le leggi, ma anche durante l'incoronazione di Carlo Magno, come attesta la frase contenuta nel Liber Pontificalis: 
(Liber Pontificalis)
Tuttavia, le acclamazioni non mancarono anche nell'Evo moderno: furono saltuariamente adoperate dal popolo anche nei torbidi rivoluzionari ovvero da assemblee politiche di Stati che rispettavano solo formalmente le formalità costituzionali.

### In ambito canonico
Acclamazioni vi sarebbero state in ambito canonico nella metà del III secolo, con Papa Fabiano, Eraclio, sant'Ambrogio, e Papa Gregorio VII. Ma è nei conclavi che residuarono forme di elezione diverse dallo scrutinio, tra cui l'"acclamationem seu inspirationem", che avveniva quando tutti i cardinali proclamavano un solo nome senza bisogno di votazione.
Dalla Costituzione Apostolica "Universi Dominici Gregis" di Giovanni Paolo II, però, l'unica modalità prevista per l'elezione del Papa durante il Conclave è lo scrutinio segreto, come confermato anche dalle successive normative.

## Critiche
Nella sua opera del 1973 Legitimationsprobleme im Spätkapitalismus (Problemi di legittimazione nel tardo capitalismo), il filosofo e sociologo Jürgen Habermas descrive l'acclamazione come espressione di generale apatia politica: in conseguenza della sua adozione, le decisioni politiche, che sono state in gran parte delegate dall’elettorato, non sarebbero più soggette a consultazione e critica, disattendendo un fondamentale requisito della democrazia rappresentativa.